# Каплунов, Владимир Иосифович
Влади́мир Ио́сифович Каплуно́в (2 марта 1933, Крюково, Восточно-Сибирский край — 11 декабря 2015, Одинцово, Московская область) — советский и российский тяжелоатлет, один из сильнейших легковесов середины 60-х годов, чемпион мира (1962), чемпион Европы (1962 и 1964), серебряный призёр летних Олимпийских игр 1964 года, 3-кратный чемпион СССР, заслуженный мастер спорта СССР, заслуженный тренер СССР.
Владимир Каплунов установил 12 мировых рекордов (10 в 67,5 кг и 2 в 75 кг), в том числе 3 в троеборье — 410 и 415 (1963). Также Каплунов некоторое время был владельцем рекорда 432.5 на Олимпийских играх 1964, пока такую же сумму не набрал более легкий Башановский. 
Награждён орденом «Знак Почета».

## Биография
Родился 2 марта 1933 года в деревни Крюково (ныне Балахтинский район Красноярского края). Отец был бухгалтером, мать — домохозяйкой.
Служил в армии в Китае, в подразделение топографической разведки. В Советской Армии Каплунов дослужился до звания подполковника.
В Хабаровске на первенстве округа по тяжелой атлетике занял второе место. Участвовал на сборах по подготовке к чемпионату Вооруженных сил. Через год Владимир Каплунов выиграл чемпионат округа и в составе команды округа поехал на чемпионат Вооруженных сил, где занял третье место. За это достижение на чемпионате Вооруженных сил его пригласили на сборы по подготовке к Кубку СССР, где он оказался в числе призёров. Павел Зубрилин был одним из тренеров, кто занимался с Владимиром Каплуновым. 
Член СКА (Хабаровск). В газетах часто упоминался под прозвищем «Амурский богатырь».
Жил в Одинцове, работал старшим тренером 127-го спортклуба по тяжелой атлетике РВСН.

### Спортивная карьера
В 1962 году Каплунов стал чемпионом СССР. В том же году стал чемпионом Европы (415 кг) и мира (415 кг в троеборье).
В 1963 году Каплунов вновь становится чемпионом СССР и занимает третье место на чемпионате мира (410 кг) и чемпионате Европы (410 кг).
В 1964 году в третий раз становится чемпионом СССР и Европы (417,5 кг). В том же году попадает в Олимпийскую сборную СССР и на Олимпийских играх в Токио становится серебряным призёром (432,5 кг).
В 1965 году получил серебряную медаль на чемпионате Европы (425 кг). В этом же году во второй раз становится бронзовым призёром чемпионата мира (412,5 кг).